# Fugløya (Gildeskål)
67°3′50″N 13°48′11″Ø / 67.06389°N 13.80306°Ø
Fugløya er en ø i Gildeskål kommune i Nordland fylke i Norge. Den har et areal på 13 km². Fugløya har en karakteristisk form fra både nord og syd. De markerede toppe er fra vest Hagtind (765 moh.), Skiftesåfjellet (723 moh.), Stortindene (595 moh.), Geitkollen (347 moh.) og længst mod øst den bratte Ramntinden (222 moh.).
En frugtbart jordbund har gjort at der har boet folk på øen i lang tid. Efter 2. verdenskrig boede der omkring 200 mennesker på Fugløya. Så sent som i 1960 havde øen 124 indbyggere. I dag bruges husene i hovedsageligt  som feriehuse. 
En vestlig del af øen er beskyttet som Fugløya naturreservat. Indenfor reservatet ligger vragdele efter et tysk fly som styrtet ned  den 22. maj 1942. Også i 1968 styrtede et fly på Fugløyfjellet, og begge ombord omkom.
Den nordøstlige del af øen er præget af en god fjeldkvalitet,  som gør stedet til et populært rejsemål for fjeldklatring  og bouldering). Klatring på Fugløya er beskrevet i klatreføreren «Polarsirkelklatring». Siden 2009 har Bodø Klatreklubb' 'arrangeret en klatrefestival i begyndelsen af august. Festivalen havde i 2010 også status som national klatresamling.